# Графенау (Вюртемберг)
Графенау (нім. Grafenau) — громада в Німеччині, знаходиться в землі Баден-Вюртемберг. Підпорядковується адміністративному округу Штутгарт. Входить до складу району Беблінген.
Площа — 13,04 км2. Населення становить 6770 ос. (станом на 31 грудня 2020).